# Самаркандский областной русский драматический театр имени А.П.Чехова
Самаркандский областной русский театр драмы (узб. Samarqand viloyat rus drama teatri; бывшее название Самаркандский государственный русский драматический театр имени А. П. Чехова) — русский театр Самарканда, и один из старейших театров Узбекистана. Назван в честь одного из самых известных драматургов мира, классика мировой литературы, русского писателя, прозаика, драматурга, публициста — Антона Павловича Чехова.

## История театра
По некоторым историческим данным считается что русский театр появился в Самарканде в конце 19 века. Первый показ спектакля был 15 октября 1876 году, тогда зрителям представили комедию «Недоросль» Д. И. Фонвизина. Режиссёром-постановщиком был Питеев-Пронский.
Труппа состояла в основном из любителей, которой руководил актёр и режиссёр Александр Юренев-Лимантов. Им была создана студия театрального искусства в которой учились Фаина Раневская. В. Ржевская. Николай Москвин, Н. Рубенская и другие. В числе театральных деятелей, были и известные режиссёры, такие как К. Шорштейн, Л. Верхоцкий и др. Некоторые актёры и режиссёры тетара удостоились звания Народный артист Узбекской ССР и Народный артист Таджикской ССР.
С момента появления русский театр содействовал укреплению дружбы для народов разных национальностей, проживающих в Узбекистане. В театре часто проводились агитконцерты, осуществлялись постановки новых спектаклей с участием актёров и мастеров сцен из столичных театров.
За активную и творческую деятельность решением Государственной комиссии народный театр стал Государственным театром (приказ № 37 от 7 августа 1918 года Самаркандского Комиссариата просвещения за подписью Фигельского. Подлинник — находится в фондах Государственного музея-заповедника г. Самарканда гос. №КП-3663/1).
26—27 октября 1918 года состоялась премьера спектакля «Гроза» по одноимённой пьесе А. Н. Островского.
В 1924 году Самарканд становится столицей Узбекской ССР. В сентябре 1925 года Самаркандский Наркомпрос принимает решение, согласно которому русский театр становится республиканским Государственным театром драмы. Теперь на сцене появляются как классические так и современные драмы советских и зарубежных авторов. В 1927 году группа выпускников московской театральной студии при Узбекском доме просвещения вошли в состав Центральной государственной труппы в Самарканде.
В 1930 году столицей Узбекистана становится Ташкент и в связи с этим многие актёры и режиссёры самаркандского театра переходят в столичный театр. Самаркандский Государственный драматический театр становится областным русским театром драмы. В 1933 году в Самаркандский театр приглашены актёр Юрий Алябьев, художники А. Патрошкин и В. Зотов и другие. Юрий Алябьев поставил более 50 спектаклей, среди которых были шедевры мировой классики и современные произведения.
Во время Второй мировой войны творческий коллектив выступал с концертными программами в воинских частях и госпиталях.
Важным моментом в истории театра стало создание в 1959 году молодёжной студии. Труппа того времени состояла в основном из выпускников высших театральных учебных заведений Москвы, Ленинграда, Киева, Ташкента, Владивостока и других городов СССР.
В 1974 году главным режиссёром театр становится А. М. Гринберг, получивший в том же году звание народного артиста Узбекистана. 32 года Александр Михайлович прослужил в ставшем ему родным театре актёром и режиссёром, из них 23 года был главным режиссёром. В эти годы, мастера сцены В. Балаев, Е Шлейкин, Т. Стебловская, Л. Курнышов, В. Давыденко, И. Майковский, В. Веровская, В Арбенин завоевали признания и любви у зрителей.
14 февраля 1978 года театру присвоено имя А. П. Чехова. В то время театр находился в одном из зданий дореволюционного периода на Ленинской улице в котором сейчас находится областной театр кукол. В конце февраля 1978 года теперь уже «чеховцы» переезжают в здание построенное для Дома культуры находящееся на улице Акмаля Икрамова в доме № 45 (ныне улица Буюк Ипак Йули).
С распадом Советского Союза многие актёры уехали из Узбекистана, в связи с этим остро встал вопрос с нехваткой профессиональных актёров. В эти годы ощутился спад и застой в работе театра.
В 2003 году главным режиссёром театра становится В. Бродянский. С приходом нового руководства в театре начинают происходить позитивные перемены. Новые постановки значительно обогатили репертуар театра.
Театр имеет богатый репертуар и был удостоен множества престижных наград и номинаций на международных фестивалях.
Самаркандский областной русский театр драмы продолжает оставаться важной частью культурной жизни региона и страны в целом.